# Baleiichthys
Baleiichthys è un genere di pesci ossei estinti, appartenenti ai teleostei. Visse tra il Giurassico superiore e il Cretaceo inferiore (circa 150 - 120 milioni di anni fa) e i suoi resti fossili sono stati ritrovati in Asia.

## Descrizione
Questo pesce era di piccole dimensioni e possedeva un corpo allungato e slanciato, lungo fino a 7 centimetri. La testa era bassa, con occhi piccoli e fauci piuttosto ampie. La pinna dorsale era posta circa a metà del corpo, opposta obliquamente alla piccola pinna anale, di forma triangolare. Le pinne pettorali erano piccole e a forma di ventaglio. La pinna caudale era leggermente biforcuta. Il corpo era ricoperto da scaglie piuttosto spesse, disposte in file diagonali, dal margine posteriore dentellato. Erano presenti numerosi fulcri frangiati lungo i margini delle pinne impari.

## Classificazione
Baleiichthys venne descritto per la prima volta da Rohon nel 1890, sulla base di resti fossili ritrovati in terreni risalenti al Giurassico superiore nella zona di Balei, in Siberia; la specie tipo è Baleiichthys graciosa, ma dagli stessi sedimenti proviene anche la specie B. lata, di dimensioni appena maggiori. Un'altra specie, B. antingensis, è stata scoperta nella provincia dello Shansi, in Cina. 
Baleiichthys è classicamente ritenuto un membro dei folidoforiformi, un grande gruppo di pesci alla base dei teleostei e dotati di scaglie ganoidi. Successive ricerche hanno determinato le sostanziali differenze tra Baleiichthys e il genere Pholidophorus e le forme affini; attualmente Baleiichthys è considerato un rappresentante arcaico dei teleostei, al di fuori del gruppo dei folidoforiformi propriamente detti.